# Lapovo
Lapovo (v srbské cyrilici Лапово) je město v Šumadijském okruhu v centrálním Srbsku, nedaleko soutoku řek Lelečnica a Velika Morava. V roce 2011 mělo 7 837 obyvatel, v roce 1991 pak 8 655.
Město těží z dobré dopravní dostupnosti díky železniční trati Bělehrad - Niš a také i dálničnímu tahu, který spojuje obě dvě velká srbská města. V blízkosti města se také nachází průmyslová zóna.
Lapovo je poprvé připomínáno ve 14. století jako Hlapova Poljana, později jako Lipova (1516), nebo Copavi' (1572). Turecké zdroje z konce 15. století uvádějí, že tehdy mělo sídlo 85 domů a vlastní tržiště. V dobách středověku byla tehdejší vesnice několikrát přemístěna, především kvůli povodním. V roce 1922 bylo město napojeno na elektrickou síť (rekonstruována v roce 1957) a roku 1952 získalo i vlastní systém kanalizace. Pravoslavný chrám v Lapovu pochází z roku 1910.